# 10. julij
10. julij je 191. dan leta (192. v prestopnih letih) v gregorijanskem koledarju. Ostaja še 174 dni.

## Dogodki
- 48 pr. n. št. – bitka pri Dirahiju (danes Drač v Albaniji), Julij Cezar se komaj izogne porazu proti Pompeju
- 1403 – z ustanovno listino Celjskega grofa Hermana II. je ustanovljen Kartuzijanski samostan Pleterje
- 1778 – francoski kralj Ludvik XVI. napove vojno Združenem kraljestvu
- 1789 – Alexander Mackenzie odkrije delto reke Mackenzie
- 1821 – ZDA zasedejo od Španije kupljeno Florido
- 1890 – Wyoming postane 44. ameriška zvezna država
- 1913 – v Dolini smrti namerijo temperaturo 56,7 °C
- 1925:
  - ustanovljena sovjetska tiskovna agencija TASS
  - v Daytonu (Tennessee, ZDA) se prične sojenje Johnu T. Scopesu, ker je v nasprotju z državnim zakonom poučeval evolucijo
- 1938 – Howard Hughes v rekordnih 91 urah z letalom preleti svet
- 1943 – britansko-ameriško izkrcanje na Sicilijo (Zavezniška invazija na Sicilijo)
- 1962 – v Zemljin tir so izstrelili prvi telekomunikacijski satelit Telstar
- 1968 – Maurice Couve de Murville postane francoski predsednik vlade
- 1973 – Bahami postanejo neodvisna država
- 1976 – po eksploziji v kemični tovarni v Sevesu uide dioksin in povzroči hudo ekološko katastrofo
- 1985 – francoski agenti v Aucklandu (Nova Zelandija) potopijo Greenpeacovo ladjo Rainbow Warrior
- 1991 – Boris Jelcin postane predsednik Ruske federacije
- 1997 – s preučevanjem DNA neandertalcev potrdijo teorijo o nastanku človeka v Afriki
- 2000 – eksplozija naftovoda v južni Nigeriji ubije 250 ljudi

## Rojstva
- 154 – Bardesanes, sirski gnostik († okoli 222)
- 1205 – Hodžo Masamura, japonski šogun († 1273)
- 1274 – Robert I., škotski kralj († 1329)
- 1509 – Jean Calvin, francoski teolog in reformator († 1564)
- 1561 – Luis de Góngora y Argote, španski pesnik († 1627)
- 1628 – Micukuni Tokugava, japonski fevdalec, zgodovinar († 1701)
- 1657 – Friderik I., pruski kralj († 1713)
- 1697 – Jean-Baptiste Bourguignon d'Anville, francoski geograf, kartograf († 1782)
- 1723 – sir William Blackstone, angleški pravnik in filozof prava († 1780)
- 1754 – Thomas Bowdler, angleški zdravnik, književni cenzor († 1825)
- 1759 – Pierre-Joseph Redouté, belgijski botanik in ilustrator († 1840)
- 1767 – John Quincy Adams, ameriški predsednik († 1848)
  - Mathieu Jean Felicité de Montmorency-Laval, francoski politik († 1826)
- 1830 – Camille Pissarro, francoski slikar († 1903)
- 1832 – Alvan Graham Clark, ameriški optik in astronom († 1897)
- 1856 – Nikola Tesla, srbsko-ameriški elektroinženir, fizik, izumitelj († 1943)
- 1857 – Alfred Binet, francoski psiholog († 1911)
  - sir Joseph Larmor, irski fizik († 1942)
  - sir Četur Sankaran Nair, indijski pravnik, državnik († 1934)
- 1871 – Stjepan Radić, hrvaški politik († 1928)
  - Marcel Proust, francoski pisatelj, esejist, kritik († 1922)
- 1883 – Johannes Blaskowitz, nemški general († 1948)
- 1895 – Carl Orff, nemški sladatelj († 1982)
- 1913 – Paul Myron Anthony Linebarger - Cordwainer Smith, ameriški pisatelj († 1966)
- 1916 – Edward Gough Whitlam, avstralski predsednik vlade († 2014)
- 1920 – Owen Chamberlain, ameriški fizik, nobelovec († 2006)
- 1926 – Frederick Buechner, ameriški pisatelj
- 1930 – Harold Bloom, ameriški književni kritik
- 1931 – Tullio Regge, italijanski fizik († 2014)
- 1933 – Peter Jankowitsch, avstrijski politik, diplomat
- 1934 – Giorgio Armani, italijanski modni oblikovalec
- 1942 – Ronnie James Dio, ameriški glasbenik († 2010)
- 1943 –
  - Arthur Ashe, ameriški tenisač († 1993)
  - Stanislav Lipovšek, slovenski rimskokatoliški škof
- 1959 – Richard Stephen Sambora, ameriški rock kitarist
- 1970 – Helen Sjöholm, švedska pevka in igralka
- 1980 – Jessica Simpson, ameriška pevka in igralka

## Smrti
- 138 – Hadrijan, rimski cesar (* 76)
- 472 – Antemij, zahodnorimski cesar
- 831 - Zubajda bint Džafar, prva žena abasidskega kalifa al-Rašida (* 765/766)
- 685 – Konstantin IV., cesar Bizantinskega cesarstva (* okoli 650)
- 994 – Leopold I., avstrijski mejni grof (* okoli 940)
- 1086 – Knut IV., danski kralj (* 1043)
- 1099 – El Cid, kastilski vojskovodja, protagonist istoimenskega epa (* 1043)
- 1103 – Erik I., danski kralj (* 1060)
- 1174 – Jeruzalemski|Amalrik I., kralj Jeruzalema (* 1136)
- 1226 – As-Zahir, abasidski kalif (* 1175)
- 1290 – Ladislav IV. Kun, ogrski in hrvaški kralj (* 1262)
- 1382 – Nicole Oresme, francoski škof, matematik, astronom, filozof (* 1323)
- 1451 – Barbara Celjska, slovenska plemkinja (* med 1390 in 1395)
- 1461 – Stjepan Tomaš, bosanski kralj (* okrog 1411)
- 1559 – Henrik II., francoski kralj (* 1519)
- 1561 – Rustem paša, osmanski politik, veliki vezir (* okoli 1500)
- 1584 – Viljem I., knez Oranski (* 1533)
- 1654 – Islam III. Geraj, kan Krimskega kanata (*  1604)
- 1820 – William Wyatt Bibb, ameriški zdravnik in politik (* 1781)
- 1851 – Louis Daguerre, francoski fizik in umetnik (* 1787)
- 1871 – Germain Sommeiller, francoski gradbenik (* 1815)
- 1881 – Karl Rudolph Powalky, nemški astronom (* 1817)
- 1896 – Ernst Curtius, nemški arheolog, zgodovinar (* 1814)
- 1905 – Muhammad Abduh, egipčanski islamski modernist (* 1849)
- 1909 – Simon Newcomb, kanadsko-ameriški astronom, ekonomist (* 1835)
- 1937 – George Gershwin, ameriški skladatelj judovskega rodu (* 1898)
- 1941 – sir Arthur Evans, valižanski arheolog (* 1851)
- 1964 – Adolf-Friedrich Kuntzen, nemški general (* 1889)
- 1971 – John Wood Campbell mlajši, ameriški pisatelj (* 1910)
- 1974 – Pär Lagerkvist, švedski pisatelj, pesnik, dramatik, nobelovec 1951 (* 1891)
- 1978 – Joe Davis, angleški igralec snookerja (* 1901)
- 1983 – Werner Egk, nemški skladatelj in dirigent (* 1901)
- 1989 – sir Laurence Olivier, angleški gledališki igralec, gledališki režiser (* 1907)
- 1994 – Gary Kildall, ameriški računalnikar (* 1942)
- 2001 – Herman Brood, nizozemski glasbenik (* 1946)
- 2015 – Omar Sharif, egiptovski igralec (* 1932)

## Prazniki in obredi
- Bahami – dan neodvisnosti
- Mavretanija – dan oboroženih sil
- Dan Nikole Tesle

## Osebni praznik
- Amalija